# Пінопласт

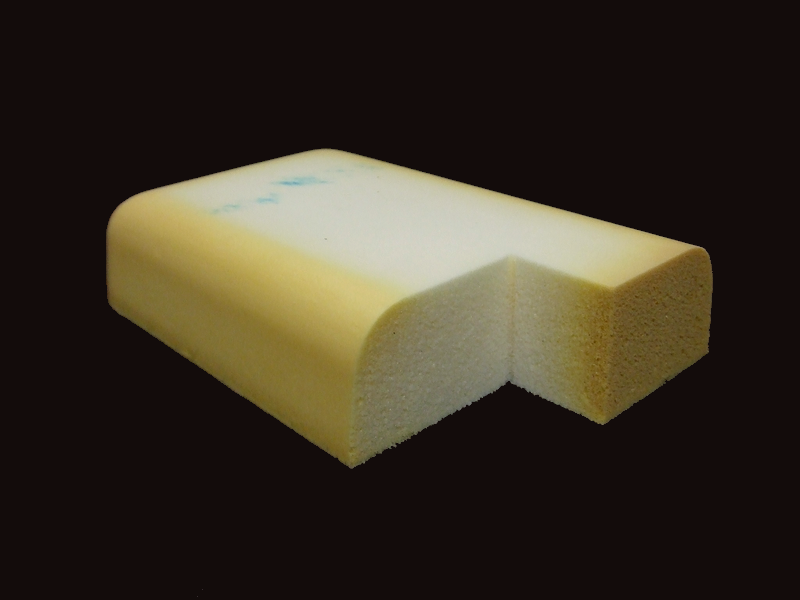
Заготовка з пінополіуретану

Пінопла́сти — газонаповнені пластмаси з пористою структурою, які складаються з комірок, що не сполучаються, отримані з синтетичних смол; характеризуються низькою щільністю та високими тепло- і звукоізоляційними характеристиками.

## Класифікація
Пінопласти бувають:
- поліуретанові,
- полівінілхлоридові,
- поліетиленові,
- карбамід-формальдегідні,
- полістирольні,
- фенол-формальдегідні.

## Виготовлення

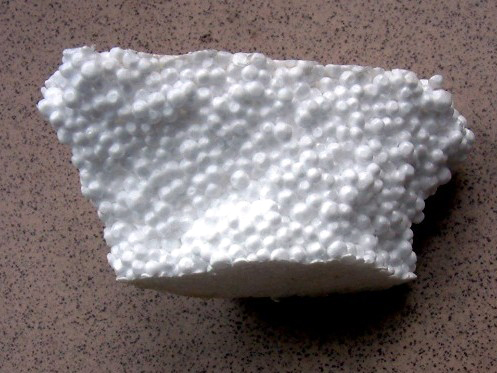
Полістирольний пінопласт (пінополістирол)

Отримують пінопласт методом спінювання гранул полістиролу — термопластичний полімер. Після спінювання вони обробляються розігрітою водяною парою, після цього уся процедура повторюється.
Циклічні процеси спінювання дозволяють значною мірою зменшити густину гранул полістиролу, що веде до зменшення їх ваги. Після вторинного спінювання пінопласт потребує сушки. Сушка полягає у видаленні залишкової вологи з поверхні пінополістиролу (всередину вода не потрапляє — пінопласт водонепроникний матеріал).
Сушка відбувається на відкритому повітрі — саме на цьому етапі повітря заповнює пори матеріалу і він набуває закінченої форми. Розмір гранул може варіюватися від 5 до 15 міліметрів.
Висушений пінополістирол потребує формування. Оброблений матеріал пресується за допомогою спеціальних верстатів і піддається третинній обробці гарячою парою. В результаті формування він виглядає як блок білого кольору певної товщини. Блок нарізається на потрібні форми. Пінопласт може бути нарізаний не лише відповідно до типових параметрів, але і відповідно до індивідуальних розмірів, що вимагаються для конкретного будівництва.
Нарізка пінополістиролу робиться на верстатах з горизонтальним і вертикальним типом нарізки. При різанні його структура не ушкоджується, формування проходить швидко. Єдина технологічна умова: температура в цеху, де йде нарізка, не повинна опускатися нижче 18 °C, інакше пінопласт зламається (розкришиться).
Ще одна особливість виробництва: і сама технологія, і сировина коштують відносно дешево, що дозволяє значно знижувати вартість кінцевого продукту. Можна з упевненістю сказати, що пінопласт не лише безпечний і надійний утеплювач, він також є одним з найдешевших.
Низька ціна матеріалу у поєднанні з його функціональністю роблять його особливо популярним в цивільному будівництві.

## Властивості
Пінопласт має високу стійкість до різних речовин, включаючи морську воду, сольові розчини, ангідрид, луги, розведені і слабкі кислоти, мила, солі, добрива, бітум, силіконові масла, спирти, склеювальні, водорозчинні фарби. Інертний по відношенню до неорганічних будівельних матеріалів — бетону, вапна, цементу, гіпсу, піску тощо, але частково розкладається під дією органічних розчинників, смол, бітумних розчинів.
Пінопласт не розчиняється і не набухає у воді, практично не вбирає вологу, довговічний і стійкий до гниття. Він не засвоюється тваринними і мікроорганізмами, тому не використовується ними як корм і не створює живильного середовища для грибків і бактерій.
- Пінопласти володіють високими теплоізоляційними властивостями за умови, що температура експлуатації (конкретного виду пінопласту) не перевищує температури його деструкції (руйнування, втрати структури);
- Пінопласти надзвичайно легкі матеріали, завдяки чому вони досить зручні в монтажі, укладанні і кріпленні;
- Пінопласти, дозволені до застосування в будівництві і для упаковки, не є токсичними матеріалами, деякі його види (наприклад, пінополістирол) припустимі для контакту з харчовими продуктами, що дозволяє широко використовувати його як упаковку продуктів харчування і для одноразового посуду (проте слід інформувати споживача про небезпеку його нагрівання);

Без спеціальних домішок пінопласти легко спалахують від полум'я або іскри. Прагнучи знизити горючість пінопластів, в них вводять негорючі і вогнегасні домішки, таким чином з'явився самозгасний тип пінопластів. Такий пінопласт подібний до брили вугілля — його ніяк не підпалити від сірника або іскри, але в багатті він горить дуже добре.
Пінополістирол при горінні виділяє такі самі гази, як і при спалюванні деревини (CO — чадний газ, CO2 — вуглекислий газ).
Пінополістирол легко руйнується під впливом багатьох технічних рідин (бензолу, дихлоретану, ацетону) та їх парів, що слід враховувати в тому числі при виборі лакофарбових матеріалів у будівництві.В нижчих спиртах, низькомолекулярних аліфатичних вуглеводнях, простих ефірах, фенолах і воді пінополістирол нерозчинний.
Пінопласт не схильний до дії мікроорганізмів, не створює сприятливого середовища для розвитку водоростей і грибів.

## Застосування
Пінопласт застосовують у вигляді спінених гранул, блоків і плит, а також роздроблених відходів пінопласту.
Пінопласт (в основному пінополістирол) застосовується для теплоізоляції існуючих споруд і використовується як утеплювач при будівництві котеджів, будівель, промислових об'єктів. Вологостійкі якості пінопласту роблять його незамінним для утеплення підземних частин будівлі, фундаментів, стін підвалів, цокольних поверхів, де застосування інших видів теплоізоляції неприпустимо унаслідок капілярного підняття ґрунтових вод. Застосування пінопласту оберігає гідроізоляцію від шкідливої дії довкілля.
При обробних роботах використовуються декоративні елементи, зроблені з формованого пінополістиролу, — стельові плитки, розетки, плінтуси, молдінги. Також пінополістирольний пінопласт застосовують в холодильному устаткуванні, суднобудуванні, для зведення плавучих пристаней, понтонів; виробництві сендвіч-панелей, упаковки побутових товарів, харчових продуктів.

## Власницькі фірмові назви
Пінополістирол, фірмова назва «стиропор», був винайдений фірмою «BASF» в 1951 році. Гранули стіропора (ПСВ/EPS) отримують шляхом полімеризації стиролу при одночасному додаванні пороутворювальних речовин (пентану).
Пінопласт (пінополістирол, стіропор) — теплоізоляційний матеріал білого або жовтуватого кольору, на 98 % що складається з повітря, ув'язненого в мільярдах мікроскопічних тонкостінних комірок зі спіненого полістиролу.